# Кучеров, Никита Игоревич
Ники́та Игоревич Ку́черов (род. 17 июня 1993, Майкоп) — российский хоккеист, правый крайний нападающий, выступающий за клуб НХЛ «Тампа-Бэй Лайтнинг».
Обладатель призов «Арт Росс Трофи» (НХЛ, 2019, 2024, 2025), «Харт Трофи» (НХЛ, 2019), «Тед Линдсей Эворд» (НХЛ, 2019, 2025) и «Харламов Трофи» (2019). Двукратный обладатель Кубка Стэнли (2020, 2021) в составе «Тампа-Бэй Лайтнинг». Рассматривается экспертами как один из сильнейших хоккеистов мира XXI века. Один из 5 хоккеистов, отдавших 100 передач за регулярный сезон и один из 4,  отдавших 80 передач 3 сезона подряд.

## Карьера

### Ранние годы
Родился в Майкопе, затем жил в Ашхабаде, с 1994 года — в Москве. Заниматься хоккеем стал у Геннадия Курдина в «Серебряных акулах» в Серебряном Бору в 1998 году, затем играл за «Белых медведей» на муниципальном катке Ледового дворца «Умка». Воспитанник московской СДЮШОР «Белые Медведи», где его тренером был Геннадий Курдин.
Начал карьеру в 2009 году в составе московского клуба Молодёжной хоккейной лиги «Красная армия». 24 января 2011 года дебютировал в КХЛ за ЦСКА в матче против рижского «Динамо», проведя на площадке 25 секунд. Выступал за юниорскую сборную России. На юниорском чемпионате мира 2011 года в апреле стал бронзовым призёром, набрав 21 очко в 7 матчах (11 голов, 10 голевых передач; лучший результат турнира по голам и очкам, наибольшее количество очков за турнир за всю их историю), был признан лучшим форвардом турнира. Участник Subway Super Series в ноябре 2011. 23 декабря 2011 года вошёл в окончательный состав молодёжной сборной России для участия в молодёжном чемпионате мира 2012 в Калгари и Эдмонтоне.
На драфте 2011 года Кучеров был выбран во втором раунде клубом «Тампа-Бэй Лайтнинг». При этом имел место слух, что генеральный менеджер «Тампы» Стив Айзерман перепутал Никиту Кучерова и Никиту Нестерова (который в итоге также был выбран «Тампой» в 5-м раунде). Но позже в интервью сам Айзерман опроверг этот слух, рассказав, что намеренно выбирал Кучерова во 2-м раунде драфта.
24 января 2012 года в гостевом матче против минского «Динамо» (5:6) 18-летний Кучеров с передачи Алексея Бадюкова забросил свою первую и пока единственную шайбу в КХЛ. 28 января 2012 года сделал две голевые передачи в игре против рижского «Динамо» (2:1). Последний матч за ЦСКА провёл 4 февраля 2012 года против «Северстали» (1:2). По ходу сезона КХЛ 2011/12 Кучеров получил травму плеча. В ЦСКА взять расходы на операцию отказались, и 1 мая 2012 года ему сделали операцию в Тампе (Флорида). В июле 2012 года 19-летний игрок расторг контракт с ЦСКА. Сезон 2012/13 Кучеров начал в клубе «Квебек Ремпартс», выступающем в главной юниорской хоккейной лиге Квебека. В ноябре 2012 года был обменян в другой клуб этой лиги «Руэн-Норанда Хаскис».

### НХЛ

#### Первые сезоны

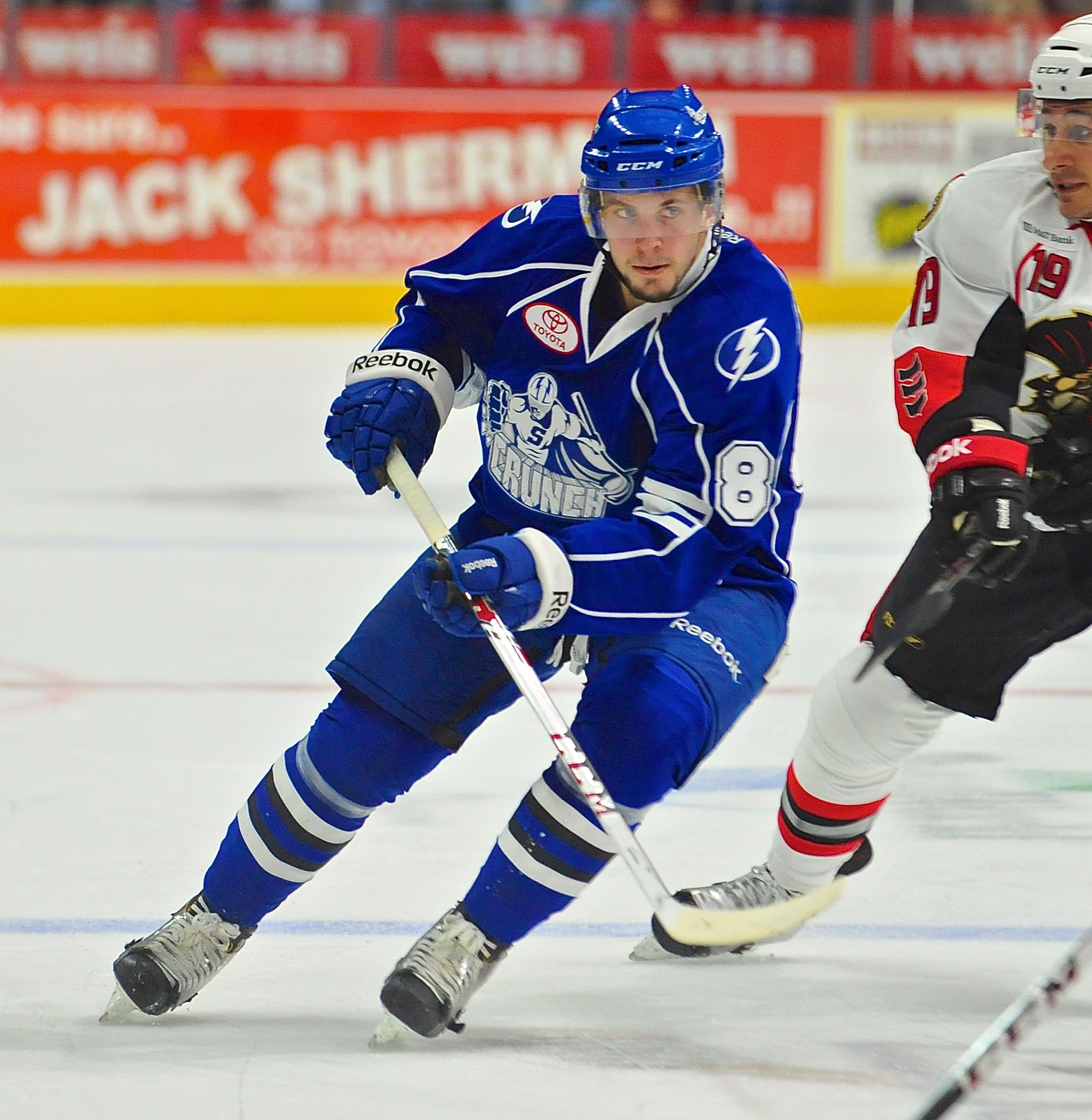
2013 год

В ноябре 2013 года Кучеров был вызван из АХЛ в основную команду «Тампы», где в результате перелома выбыл из строя капитан Стивен Стэмкос. 26 ноября в первой же смене своей первой игры против «Нью-Йорк Рейнджерс» Кучеров открыл счёт своим голам в НХЛ. Он закрепился в составе команды, в последующих матчах отличился успешной реализацией послематчевых буллитов. Всего в первом сезоне Кучеров провёл 52 игры за «Тампу», набрав в них 18 очков (9+9). В плей-офф сыграл два матча и забросил одну шайбу.
В октябре 2014 года тренер «молний» Джон Купер поставил Кучерова в тройку с Тайлером Джонсоном и Ондржеем Палатом. Звено сразу же стало показывать отличное взаимодействие и высокую результативность, все трое нападающих вышли в число лидеров клуба и лиги по показателям результативности и полезности. Это звено получило в НХЛ название «Тройняшки» (англ. The Triplets). 28 октября 2014 года в матче против «Аризоны Койотис» Кучеров сделал свой первый в НХЛ хет-трик. Кучеров закончил регулярный сезон с 65 очками (29+36) и с показателем полезности +38, разделив первое место в лиге с Максом Пачиоретти из «Монреаль Канадиенс». В «Тампе» Кучеров разделил второе-третье место по голам со своим партнёром по тройке Джонсоном (уступив только Стивену Стэмкосу), а по очкам стал третьим (после тех же Стэмкоса и Джонсона). В плей-офф 2015 Кучеров был не только одним из ключевых игроков «Тампы», благодаря которым команда дошла до финала, но и одним из самых заметных игроков розыгрыша. В 26 играх он набрал 22 очка (10+12), став третьим бомбардиром Кубка Стэнли и уступив только одно очко первым двум бомбардирам, которые набрали по 23 очка. Трижды он забивал победные голы, причём два из них — в овертайме.
В сезоне 2015/16 Кучеров стал лучшим бомбардиром «молний», набрав 66 очков (30+36). В плей-офф стал не только лучшим бомбардиром команды (19 очков), но и лучшим снайпером (11 голов) и лучшим по показателю полезности (+13). В 6 из 17 матчей «Тампы» он набирал не менее 2 очков. Кучеров стал третьим игроком в истории НХЛ (после Джереми Рёника и Евгения Малкина), сумевшим забросить не менее 10 шайб в плей-офф двух разных сезонов до достижения 23 лет.

#### Сезон 2016/17
11 октября 2016 года Кучеров заключил новый трёхлетний контракт с «Тампой» на сумму $4,766 млн за сезон.
После травмы Стэмкоса в начале сезона 2016/17 Кучеров стал лидером команды. «Болтс» до самого конца сезона боролись за выход в плей-офф, но остались на 10-м месте в Восточной конференции. Несмотря на неудачный сезон для команды, Кучеров с 40 голами стал 2-м снайпером чемпионата после Сидни Кросби и 5-м по набранным очкам. В марте был признан лучшим игроком месяца в НХЛ, в ноябре стал второй звездой. Трижды был признан первой звездой недели, а также стал шестым российским игроком после Александра Овечкина, Евгения Малкина, Ильи Ковальчука, Павла Буре и Александра Могильного, забросившим 40 шайб за сезон в возрасте 23 лет или младше. 27 февраля 2017 года сделал хет-трик в ворота «Оттавы» (5:1). Все шайбы забросил во втором периоде в большинстве. 23 марта сделал хет-трик ворота «Бостона» (6:3), третья шайба была забита в пустые ворота.

#### Сезон 2017/18
Сезон 2017/18 Кучеров начал результативно. Забив в первых 7 матчах команды подряд, он стал вторым игроком лиги за последние 30 лет и шестым игроком с сезона 1943/1944, кому удалось подобное достижение. Ранее такую серию выдавал Марио Лемье, забивавший в 12 стартовых матчах подряд в сезоне 1992/93. Голевая серия закончилась в матче против «Коламбус Блю Джекетс» с Сергеем Бобровским в воротах, но, сделав результативный пас Михаилу Сергачёву, Кучеров продлил результативную серию с набранными очками. И эта серия прервалась только в 12-м матче — против «Анахайм Дакс», который «молнии» проиграли со счётом 1:4, а Кучеров за 11 матчей набрал 19 очков (12+7). При этом Кучеров и Стэмкос, результативная серия которого также составила 11 матчей (21 очко: 4 гола и 17 передач), повторили рекорд «Тампы», установленный Мартеном Сан-Луи, по продолжительности результативной серии с начала чемпионата. Кучеров был признан второй звездой октября, набрав в 13 встречах 21 (13+8) очко (первой звездой был признан Стивен Стэмкос с 24=6+18 баллами), а также третьей звездой декабря с 20 очками (8+12). 28 января 2018 года он принял участие в матче звёзд в Тампе, где забросил три шайбы и стал вторым российским игроком после Павла Буре, которому удалось сделать хет-трик в матче всех звёзд. 6 апреля 2018 года благодаря голу и результативной передаче в матче против «Баффало Сейбрз» впервые в своей карьере достиг отметки в 100 набранных очков в регулярном чемпионате. В плей-офф стал лучшим бомбардиром «Тампы», набрав 17 (7+10) очков в 17 матчах, но «Тампа» уступила 3-4 в серии финала Восточной конференции против «Вашингтон Кэпиталз». По итогам сезона Кучеров был включён в первую сборную всех звёзд. В голосовании за «Харт Трофи» занял шестое место, хотя по ходу сезона рассматривался как один из основных претендентов на этот приз.

#### Сезон 2018/19: рекордные 128 очков
10 июля 2018 года Кучеров подписал с «Тампой» новый 8-летний контракт на общую сумму $76 млн, вступивший в силу с сезона 2019/20.
9 марта 2019 года забросил две шайбы в матче против «Детройта» (3:2) и, набрав 110 очков, установил новый клубный рекорд «Тампы» по очкам за сезон, превзойдя достижение Венсана Лекавалье. 6 апреля 2019 года набрал своё 128-е очко в сезоне и установил новый рекорд по количеству набранных очков среди всех российских игроков в одном регулярном чемпионате НХЛ, на одно очко превзойдя результат Александра Могильного в сезоне 1992/93. Также Кучеров повторил рекорд Яромира Ягра по количеству результативных передач в регулярном чемпионате для крайних нападающих (87). По итогам регулярного чемпионата завоевал «Арт Росс Трофи» — приз лучшему бомбардиру. Также по итогам сезона стал лауреатом «Тед Линдсей Эворд», «Харт Трофи» и был включён в первую символическую сборную всех звёзд.

#### Сезон 2019/20: победа в Кубке Стэнли
В регулярном сезоне сыграл 68 матчей и набрал 85 очков (33+52).
Стал обладателем Кубка Стэнли 2020 года, набрав в 25 играх 34 очка (7+27). Кучеров стал лучшим бомбардиром и ассистентом розыгрыша плей-офф. Также стал первым игроком в XXI веке и третьим игроком в истории, отдавшим 27 передач в одном розыгрыше плей-офф (до него этого добивались лишь Уэйн Гретцки и Марио Лемье).

#### Сезон 2020/21: вторая победа в Кубке Стэнли
Из-за восстановления после операции на бедре, перенесённой в декабре 2020 года, пропустил весь регулярный сезон 2020/21 и начал играть только со стадии плей-офф. Второй год подряд стал лучшим бомбардиром и ассистентом плей-офф, тем самым внёс решающий вклад во второй подряд успех «Тампы» в розыгрыше кубка Стэнли. Набрав 32 очка (8+24) в 23 матчах, опередил ближайшего конкурента в гонке бомбардиров на девять баллов. Такой отрыв стал лучшим результатом в XXI веке и лучшим результатом после Уэйна Гретцки (10 очков отрыва в 1985 году, 9 в 1988) и Марио Лемье (10 очков в 1991). В голосовании за «Конн Смайт Трофи» занял второе место после своего одноклубника — голкипера Андрея Василевского.

#### Сезон 2021/22
14 октября 2021 года набрал 4 очка (1+3) в игре против «Детройта» (7:6 ОТ). 16 октября, в третьем матче сезона НХЛ, получил травму паха в игре против «Вашингтона». Вернулся на лёд в начале января 2022 года, пропустив около 3 месяцев. 11 января сделал хет-трик в ворота «Баффало» (6:1). Этот хет-трик стал 4-м для Кучерова в НХЛ и первым с марта 2017 года. 24 апреля 2022 года набрал 5 очков (2+3) в игре против «Флориды» (8:4). Всего в том регулярном сезоне сыграл 47 матчей и набрал 69 очков (25+44). 22 мая в матче плей-офф набрал 4 очка (1+3) в игре против «Флориды» (5:1). «Лайтнинг» дошли до финала Кубка Стэнли, где уступили «Колорадо Эвеланш» 2-4. Кучеров в 6 матчах финала набрал 4 очка (1+3). Всего в плей-офф Кучеров набрал 27 очков (8+19) в 23 играх. Таким образом, за сезоны 2019/20—2021/22 Кучеров в общей сложности сыграл в плей-офф 71 матч и набрал 93 очка (23+70).

#### Сезон 2022/23: 113 очков в регулярном сезоне
В сезоне 2022/23 сыграл все 82 матча регулярного чемпионата НХЛ и набрал 113 очков (30+83) при показателе полезности −2. Для Кучерова это стало вторым показателем в карьере по очкам и передачам. Дважды за сезон набирал по четыре очка и 10 раз по три очка за матч. По набранным очкам Кучеров разделил третье место в лиге с нападающим «Бостона» Давидом Пастрняком, а по передачам занял второе место после Коннора Макдэвида (89) из «Эдмонтона». В плей-офф «Тампа» уже в первом раунде уступила «Торонто» (2-4), Кучеров набрал 6 очков (1+5) в 6 матчах.

#### Сезон 2023/24: новый рекорд по очкам, голам и передачам
4 ноября 2023 года набрал 5 очков (1+4) в матче против «Оттавы» (6:4). Кучеров трижды ассистировал Брейдену Пойнту, сделавшему хет-трик. Кучеров 4-й раз в карьере набрал 5 очков за один матч НХЛ. В следующем матче, 6 ноября против «Торонто» (5:6 ОТ), набрал 4 очка (2+2) уже к 16-й минуте матча. 7 ноября набрал 2 очка (1+1) в игре против «Канадиенс». Кучеров стал 13-м в истории россиянином, набравшим 750 очков в НХЛ: 286+465 в 657 матчах (1,14 в среднем за матч). 24 ноября Кучеров набрал 6 очков (2+4) в матче против «Каролины» (8:2) и стал первым российским хоккеистом в истории НХЛ, набравшим за один матч более 5 очков (в 1990 году 7 очков набирал советский хоккеист Сергей Макаров). Также Кучеров повторил рекорд «Тампы» по очкам за один матч, установленный в сезоне 1992/93. 27 декабря в игре против «Флориды» (2:3) забросил свою 300-ю шайбу в НХЛ, он стал 11-м россиянином, достигшим этой отметки.
13 января 2024 года сделал три передачи в игре против «Анахайма» (5:1). Вторая передача стала 800-м очком для Кучерова в регулярных сезонах НХЛ. Ранее этой отметки достигали 9 российских хоккеистов. 18 января сделал три передачи в игре против «Миннесоты» (7:3). Третья передача стала 500-й для Кучерова в НХЛ, он стал 9-м россиянином, достигшим этой отметки. 23 января 2024 года сделал свой пятый хет-трик в НХЛ в матче против «Филадельфии Флайерз» (6:3). 14 марта набрал 5 очков (1+4) в игре против «Рейнджерс». Кучеров третий раз в карьере и второй раз подряд преодолел отметку в 110 очков за сезон. 20 и 22 марта в двух матчах подряд набирал по 4 очка (1+3 и 0+4) и второй раз в карьере преодолел отметку в 120 очков за сезон (41+81). Кучеров стал седьмым хоккеистом в истории НХЛ и первым европейцем, который делал 80 и более передач за сезон три и более раза за карьеру. Среди россиян ни один хоккеист кроме Кучерова не делал 80 передач за сезон даже 1 раз. Также Кучеров стал первым в истории россиянином, набиравшим 120 очков за сезон более одного раза (Сергей Фёдоров и Александр Могильный набирали по 120 очков по одному разу в 1990-е годы). 24 марта сделал голевую передачу в игре против «Лос-Анджелесе» (3:4 ОТ) и впервые в карьере набрал очки в 13 матчах подряд (5+24). 3 апреля в матче против «Торонто» сделал ассистентский хет-трик и обновил свой же рекорд по очкам за сезон среди российских хоккеистов (130). Кучеров стал вторым хоккеистом НХЛ в XXI веке, набравшим за сезон не менее 130 очков (в сезоне 2022/23 Коннор Макдэвид набрал 153 очка). Также Кучеров установил собственный рекорд по передачам за сезон (88), превзойдя на одну передачу результат сезона 2018/19. Также это лучший результат по передачам среди всех крайних форвардов в истории НХЛ. 4 апреля набрал 3 очка (1+2) в игре против «Монреаля» (7:4). Кучеров стал третьим хоккеистом НХЛ в XXI веке, сделавшим не менее 90 передач за сезон, после Джо Торнтона и Коннора Макдэвида. 17 апреля 2024 года в последнем матче регулярного сезона набрал 2 очка (1+1) в игре против «Торонто» (6:4). Передача стала 100-й в сезоне для Кучерова, он стал 5-м хоккеистом в истории, сделавшим 100 передач за один регулярный сезон НХЛ после Бобби Орра, Уэйна Гретцки, Марио Лемьё и Коннора Макдэвида. Всего в сезоне 2023/24 Кучеров набрал 144 очка (44+100) и установил новый рекорд для российских хоккеистов в истории НХЛ по очкам и передачам. Кучеров стал лучшим бомбардиром сезона и во второй раз выиграл «Арт Росс Трофи».
В плей-офф «Тампа» второй сезон подряд выступила неудачно, уже в первом раунде уступив будущему обладателю Кубка Стэнли «Флориде» (1-4). Кучеров во всех пяти матчах отметился как минимум одной голевой передачей, набрав всего 7 очков (0+7). Кучеров вышел на второе место по передачам в плей-офф среди всех российских хоккеистов НХЛ (114), опередив на одну передачу Евгения Малкина.

#### Сезон 2024/25: 121 очко и второй подряд «Арт Росс Трофи»
11 октября в первой игре сезона сделал хет-трик за 8 минут и 38 секунд третьего периода в ворота «Каролины» (4:1). Две последние шайбы были заброшены в пустые ворота. Это был шестой хет-трик Кучерова в НХЛ. 21 ноября в матче против «Коламбуса» сделал три передачи и стал 7-м хоккеистом из России, набравшим 900 очков в НХЛ.
12 декабря набрал 6 очков (1+5) в игре против «Калгари Флэймз» (8:3). Кучеров стал первым в истории российским хоккеистом и первым игроком «Лайтнинг», кто набирал 6 очков в матче НХЛ более одного раза за карьеру. 14 декабря набрал 2 очка (0+2) в игре против «Сиэтла» (5:1) и вышел на шестое место в списке самых результативных российских хоккеистов в истории НХЛ (919 очков в 751 матче), опередив Павла Дацюка (918 очков в 953 матчах). Всего в сезоне набрал 121 очко (37+84) в 78 матчах и стал лучшим бомбардиром регулярного чемпионата НХЛ третий раз в карьере и второй раз подряд. Также Кучеров разделил с Натаном Маккинноном первое место среди лучших ассистентов сезона.
В плей-офф «Тампа» уже в первом раунде уступила «Флориде Пантерз» (1-4). Кучеров в 5 матчах набрал 4 очка (0+4). Таким образом, за последние три сезона Кучеров забросил в плей-офф только 1 шайбу за 16 матчей.

## Статистика
| Легенда | Легенда                    | Легенда | Легенда                   | Легенда | Легенда    |
| ------- | -------------------------- | ------- | ------------------------- | ------- | ---------- |
| И       | Количество проведённых игр | Штр     | Штрафное время            | +/−     | Плюс-минус |
| Г       | Голы                       | П       | Голевые передачи          | О       | Очки       |
| -       | Статистика неизвестна      | —       | Статистика не учитывалась |         |            |

### Клубная карьера
Жирным выделены лучшие показатели в лиге

## Достижения

### Командные
Юниорская карьера
| Год  | Команда       | Достижение                 | Достижение |
| ---- | ------------- | -------------------------- | ---------- |
| 2011 | Красная Армия | Обладатель Кубка Харламова |            |

НХЛ
| Год                    | Команда            | Достижение                            | Достижение |
| ---------------------- | ------------------ | ------------------------------------- | ---------- |
| 2015, 2020, 2021, 2022 | Тампа-Бэй Лайтнинг | Обладатель Приза принца Уэльского (4) |            |
| 2019                   | Тампа-Бэй Лайтнинг | Обладатель Президентского Кубка       |            |
| 2020, 2021             | Тампа-Бэй Лайтнинг | Обладатель Кубка Стэнли (2)           |            |

В сборной
| Год        | Команда         | Достижение                                    | Достижение |
| ---------- | --------------- | --------------------------------------------- | ---------- |
| 2011       | Россия (юниор.) | Бронзовый призёр юниорского чемпионата мира   |            |
| 2012       | Россия (мол.)   | Серебряный призёр молодёжного чемпионата мира |            |
| 2013       | Россия (мол.)   | Бронзовый призёр молодёжного чемпионата мира  |            |
| 2017, 2019 | Россия          | Бронзовый призёр чемпионата мира (2)          |            |

### Личные
НХЛ
| Год                          | Команда            | Достижение                                               |
| ---------------------------- | ------------------ | -------------------------------------------------------- |
| 2017, 2018, 2019, 2023, 2024 | Тампа-Бэй Лайтнинг | Участие в матче звёзд НХЛ (5)                            |
| 2017, 2020                   | Тампа-Бэй Лайтнинг | Попадание во вторую символическую сборную Всех звёзд (2) |
| 2018, 2019, 2024             | Тампа-Бэй Лайтнинг | Попадание в первую символическую сборную Всех звёзд (3)  |
| 2019, 2024, 2025             | Тампа-Бэй Лайтнинг | «Арт Росс Трофи» (3)                                     |
| 2019, 2025                   | Тампа-Бэй Лайтнинг | «Тед Линдсей Эворд» (2)                                  |
| 2019                         | Тампа-Бэй Лайтнинг | «Харт Трофи»                                             |

В сборной
| Год  | Команда         | Достижение                        | Достижение |
| ---- | --------------- | --------------------------------- | ---------- |
| 2011 | Россия (юниор.) | Лучший нападающий чемпионата мира |            |
| 2011 | Россия (юниор.) | Лучший снайпер чемпионата мира    |            |
| 2011 | Россия (юниор.) | Лучший бомбардир чемпионата мира  |            |
| 2019 | Россия          | Лучший нападающий чемпионата мира |            |

Другие
| Год  | Команда            | Достижение       |
| ---- | ------------------ | ---------------- |
| 2019 | Тампа-Бэй Лайтнинг | «Харламов Трофи» |

## Рекорды

### «Тампа-Бэй Лайтнинг»

#### В регулярных чемпионатах НХЛ
- Наибольшее количество очков за сезон — 144 (44+100 в 2023/24)
- Наибольшее количество результативных передач за сезон — 100 (2023/24)
- 80 передач 3 сезона подряд (вместе с Уэйн Гретцки, Пол Коффи и Бобби Орр)[54]
- 100 передач за сезон (вместе с Бобби Орр, Уэйн Гретцки, Марио Лемьё и Коннор Макдэвид)

#### В плей-офф
- Наибольшее количество очков — 171
- Наибольшее количество голов — 53
- Наибольшее количество результативных передач — 118
- Наибольшее количество очков за сезон — 34 (2019/20)
- Наибольшее количество результативных передач за сезон — 27 (2019/20)

### Среди российских хоккеистов НХЛ
- Наибольшее количество очков за сезон — 144 (44+100 в 2023/24)
- Наибольшее количество очков за сезон (включая плей-офф) — 151 (144+7 в 2023/24)
- Наибольшее количество результативных передач за сезон — 100 (2023/24, рекорд среди европейских хоккеистов)
- Наибольшее количество результативных передач в одном плей-офф — 27 (2019/2020)